# Тихоокеанський рубіж
«Тихоокеанський рубіж» (оригінальна назва англ. Pacific Rim) — американський фантастичний бойовик режисера Гільєрмо дель Торо (також був сценаристом і продюсером), що вийшов влітку 2013 року. У головних ролях Чарлі Ганнем, Ідріс Ельба та інші.
Продюсуванням картини також зайнялися Джон Джашні, Мері Перент, Томас Талл. В Україні прем'єра відбулася 11 липня 2013 року.
За мотивами фільму створено анімаційний серіал «Тихоокеанський рубіж: Темнота».

## Сюжет
У 2013 році на дні Тихого океану утворився розлом між світами, звідки на Землю проникло велетенське чудовисько кайдзю. Його вдалося знищити, але кайдзю зруйнувало три міста і вбило десятки тисяч людей. Однак, напади продовжувалися, чудовиська виходили з океану, нищачи інші міста. Для протистояння лиху було утворено міжнародну програму «Єгер». В її рамках було створено роботів, пілотованих одночасно двома людьми, покликаних боротися з кайдзю. Надовго людство впевнилося у своїй безпеці.
Настає 2020 рік, Єгерем третього покоління з позивним «Блукаюча загроза», що захищає узбережжя Аляски, керують брати Райлі та Єнс. Зіткнувшись з надзвичайно сильним кайдзю, Єгер вбиває істоту, та Єнс гине. Пригнічений цією втратою, Райлі більше не може синхронізувати свій мозок з іншими пілотами. Райлі влаштовується будівельником стіни навколо Австралії, що як передбачається, буде дешевшим за Єгерів захистом від кайдзю. Згодом програма «Єгер» закривається, однак коли чергове чудовисько проламує стіну, Райлі викликають на базі Єгерів. Доти лишилося тільки чотири робота: китайський «Червоний тайфун», російський «Альфа Чорнобиль», австралійський «Молот Еврика» та американський «Блукаюча загроза». Як попереджає вчений Готлі, напади стаються все частіше і скоро кайдзю з'являтимуться кожні кілька годин, чого жодна оборона не витримає. Маршал Стакер Пентекост планує використати Єгерів, щоб доставити до розлому на дні океану атомну бомбу і знищити його. Доктор Ньютон Ґайзер же прагне дослідити кайдзю з допомогою технології синхронізації мозку.
Дівчина Мако, японка, котра втратила рідних через кайдзю, намагається переконати Стакера поставити її напарницею Райлі, щоб помститися. Тим часом Ґайзер підключається до фрагмента мозку кайдзю і дізнається, що вони — біороботи, яких посилає цивілізація іншого світу з метою колонізувати Землю. Маршал відряджає ученого до підпільного торговця Ганнібала Чоу добути цілий зразок мозку. В ході тренувального пілотування Мако згадує смерть родини, що порушує синхронізацію. Її усувають від програми, пропонуючи Райлі як другого пілота зухвалого Чака Гансена.
Несподівано з розлому біля Гонконгу виходять одночасно два кайдзю Одачі й Шкіряк. У битві з ними гинуть пілоти «Червоного Тайфуна» і «Альфа Чорнобиля» через електромагнітний імпульс, випущений Одачі. Маршал Стекер розуміє, що іншого виходу немає, крім як послати у бій «Блукаючу загрозу», який обладнаний аналоговими схемами замість цифрових. «Молот Еврика» ж лишається в запасі, щоб нести бомбу. Одачі розшукує в місті Ґайзера, коли на допомогу приходять Райлі та Мако. Вони знищують озброєного кислотою Одачі, та летючий Шкіряк підіймає їхнього робота високо над землею. Згадавши про вбудований меч, пілоти вбивають кайдзю, а падіння сповільнюють, вистріливши пальне.
Пентекост споряджає «Молота Еврику» з «Мандрівною загрозою» до розлому. Він вирушає з іншими пілотами на «Молоті», впевнений, що це буде вірна смерть, а він і так має променеву хворобу через тривале пілотування Єгерів. Чака з його батьком Герком він лишає на базі. Ґайзер виявляє, що вбитий в Гонконзі кайдзю був вагітним. Підключившись до цілого мозку дитинчати, він розуміє — у розломі є система безпеки. Пронести бомбу можна буде лише маючи генетичний код кайдзю. В цю мить дитинча проковтує Чоу.
Лише коли роботи вже спускаються на дно океану, екіпажі роботів отримують попередження Ґайзера. Охорону з двох чудовиськ вдається подолати, попри тяжкі ушкодження роботів. З розлому виходить найбільший з відомих кайдзю, але Райлі здогадується, що коли у розлом піти одночасно з чудовиськом, система безпеки не спрацює. В нерівному бою Пентекост на «Молоті Еврика» лишається знерухомленим. Райлі з Мако вирішують підірвати ядерний реактор власного робота. Пентекост підриває свою ядерну бомбу, вбивши цим останнього кайдзю і загинувши сам. Та чудовисько виживає, перекриваючи шлях. «Мандрівна загроза» ранить його мечем та скидає, обхопивши руками, в розлом. Райлі відстрілює капсулу з Мако, яка спливає, а сам береться забезпечити розплавлення реактора. Вибух у світі загарбників закриває розлом, Райлі встигає перед цим відстрілити і власну капсулу.
Райлі та Мако успішно спливають на поверхню океану, де їх підбирають гелікоптери. Як з'ясовується після титрів, Чоу вижив і роздратований вибирається з нутрощів кайдзю.

## У ролях
| Актор             | Персонаж                                   | Роль                                          |
| ----------------- | ------------------------------------------ | --------------------------------------------- |
| Чарлі Ганнем      | Райлі Бекет (англ. Raleigh Becket)         | колишній досвідчений пілот                    |
| Ідріс Ельба       | Стакер Пентекост (англ. Stacker Pentecost) | маршал, керівник проєкту «Єгер»               |
| Рінко Кікучі      | Мако Морі (англ. Mako Mori)                | недосвідчений стажер Райлі                    |
| Чарлі Дей         | Ньютон Ґайзер (англ. Newton Geizler)       | доктор, дослідника кайдзю                     |
| Роб Казінскі      | Чак Гансен (англ. Chuck Hansen)            | пілот Єгеря, суперник Райлі                   |
| Рон Перлман       | Ганнібал Чоу (англ. Hannibal Chau)         | підпільний торговець частинами тіл кайдзю     |
| Макс Мартіні      | Герк Гансен (англ. Herc Hansen)            | батько Чака, старий пілот Єгеря               |
| Берн Ґорман       | Германн Ґотліб (англ. Hermann Gottlieb)    | вчений, який вивчає Кайдзю разом із Гайслером |
| Діего Клаттенгофф | Янсі Бекет (англ. Yancy Becket)            | пілот, старший брат Райлі                     |
| Еллен Маклейн     | Штучний інтелект                           | озвучує стан Єгеря «Блукаюча загроза»         |

## Сприйняття

### Критика
Станом на 16 квітня 2013 року рейтинг очікування фільму на сайті Rotten Tomatoes становив 98 % із 12,349 голосів.
Фільм отримав позитивні відгуки: Rotten Tomatoes дав оцінку 72 % на основі 250 відгуків від критиків (середня оцінка 6,7/10) і 78 % від глядачів із середньою оцінкою 3,9/5 (163,095 голосів). Загалом на сайті фільм має позитивний рейтинг, фільму зарахований «стиглий помідор» від кінокритиків і «попкорн» від глядачів, Internet Movie Database — 7,2/10 (208 748 голосів), Metacritic — 64/100 (48 відгуків критиків) і 7,5/10 від глядачів (1198 голосів). Загалом на цьому ресурсі від критиків і від глядачів фільм отримав позитивні відгуки.

### Касові збори
Під час показу в Україні, що стартував 11 липня 2013 року, протягом першого тижня фільм показали у 102 кінотеатрах і він зібрав 727,891 $, що на той час дозволило йому зайняти 1 місце серед усіх прем'єр. Показ стрічки протривав 20 тижнів і завершився 24 листопада 2013 року. За цей час стрічка зібрала 2,186,270 $. Із цим показником стрічка посіла 11-те місце у кінопрокаті за касовими зборами в Україні.
Під час показу у США, що розпочався 12 липня 2013 року, протягом першого тижня фільм показали у 3,275 кінотеатрах і він зібрав 37,285,325 $, що на той час дозволило йому зайняти 3 місце серед усіх прем'єр. Показ фільму протривав 98 днів (14 тижнів) і завершився 17 жовтня 2013 року. За цей час фільм зібрав у прокаті у США 101,802,906  доларів США, а у решті світу 309,200,000 $, тобто загалом 411,002,906 $.